# Іван Оболенський
Архімандрит Іван (в миру Петро Іванович Оболенський; 1799, Орловська губернія — 17 (29) серпня 1851, Рязань) — ректор Харківського колегіуму, реорганізованого у Харківську духовну семінарію.
Архімандрит Російської православної церкви (безпатріаршої), настоятель Рязанського Троїцького монастиря.

## Життєпис
Народився в родині священика Орловської єпархії. 1823 закінчив курс Орловської духовної семінарії, у тому ж році поступив до Київської духовної академії, яку закінчив зі ступенем магістра богослов'я. 1829 пострижений в чернецтво, призначений інспектором Пермської духовної семінарії.
9 травня 1830 — ректор та професор богослов'я Харківської духовної семінарії.
3 лютого 1833 — зведений в сан архімандрита.
17 лютого 1836 — настоятель Курязького Преображенського монастиря Харківської губернії.
1840 — викликаний до Санкт-Петербургу на священослужіння і проповіді.
1 липня 1842 — ректор відродженої Казанської духовної академії, настоятель монастиря.
1 травня 1844 — звільнений і переведений настоятелем до Рязанського Троїцького монастиря.
Під час перебування в Рязанської єпархії був членом Рязанської Духовної Консисторії.
Помер 17 серпня 1851. Похований в Рязанському Троїцькому соборі.